# Trybliophorus rubricerus
Trybliophorus rubricerus är en insektsart som beskrevs av Alves Dos Santos och Assis-pujol 2004. Trybliophorus rubricerus ingår i släktet Trybliophorus och familjen Romaleidae. Inga underarter finns listade i Catalogue of Life.